# Richard Harris
Richard John Harris, irski igralec in pevec * 1. oktober 1930, Limerick, Irska † 25. oktober 2002, London, Anglija.
Nastopil je v številnih filmih, najbolj znan je bil kot Frank Machin v filmu This Sporting Life, za katerega je bil nominiran za oskarja za najboljšega igralca, in kot kralj Arthur v filmu Camelot iz leta 1967, pa tudi v predelavi slednjega v odrski muzikal leta 1981.
Harris je igral aristokrata v filmu Človek z imenom Konj (1970), strelca iz westerna Clinta Eastwooda Neoproščeno (1992), cesarja Marka Avrelija v Gladiatorju (2000), Grofa Monte Cristo (2002) kot Abbé Faria in Albusa Dumbledora v prvih dveh filmih o Harryju Potterju: Harry Potter in kamen modrosti (2001) ter Harry Potter in dvorana skrivnosti (2002), slednja je bila njegova zadnja filmska vloga pred smrtjo. Harris je imel pevsko uspešnico številka ena v Avstraliji, na Jamajki in v Kanadi ter med desetimi v Združenem kraljestvu, na Irskem in v ZDA s posnetkom pesmi Jimmyja Webba »MacArthur Park« iz leta 1968. Leta 2020 je bil uvrščen na 3. mesto seznama največjih irskih filmskih igralcev po izboru The Irish Times.
Poročen je bil z Elizabeth Rees-Williams, s katero je imel tri otroke. Njegov najstarejši sin, Jared Harris je znan angleški igralec.